# 녹산버스
녹산버스(菉山-)는 태영운송그룹 산하의 부산광역시 사상구에 연고를 둔 강서구의 마을버스 자회사로 태영버스의 방계회사이다. 본사는 부산광역시 사상구 주례동 928-2번지에 있고, 강서구의 마을버스를 운행하고 있다.

## 주요 연혁
- 2004년 2월 16일: 부산광역시 남구 감만동 225-2번지에서 녹산마을버스(菉山―)라는 상호로 회사를 설립하였다.
- 2010년 7월 1일: 녹산마을버스에서 현재의 상호로 변경됨과 동시에 본사 및 주사무소도 현 위치로 이전하였다.

## 보유 노선
- ● 강서 8번 : 명호중고등학교 ↔ 한양수자인아파트
- ● 강서 9번 : 신호초등학교 ↔ 성산1구
- ● 강서 9-1번: 용원시장 ↔ 하단역
- ● 강서 16번: 가주동 (옥포마을) ↔ 성산1구
- ● 강서 20번 : 가덕도 선창↔ 하단역
- ● 강서 21번: 명지환승센터 ↔ 하단역 (대저여객과 공동배차)
- ● 강서 22번: 명지환승센터 ↔ 평강농협

## 차량
- 자일대우버스 - 자일대우 NEW BS090, 자일대우 NEW BS106
- 현대자동차 - 현대 카운티, 현대 그린시티, 현대 저상 뉴 슈퍼 에어로시티